# 県民健康プラザ鹿屋医療センター
県民健康プラザ鹿屋医療センター（けんみんけんこうぷらざかのやいりょうせんたー）は、鹿児島県鹿屋市にある医療機関。鹿児島県立病院事業の設置等に関する条例（昭和39年3月30日条例第45号）第3条第2項より設置された鹿児島県立の病院である。隣接する県民健康プラザ健康増進センターとともに、県民健康プラザを形成する。
肝属保健医療圏における中核医療機関として、地域で不足する医療の分野の提供に努めている。地域医療支援病院の承認を受けるほか、災害拠点病院など各種の指定を受ける。

## 沿革

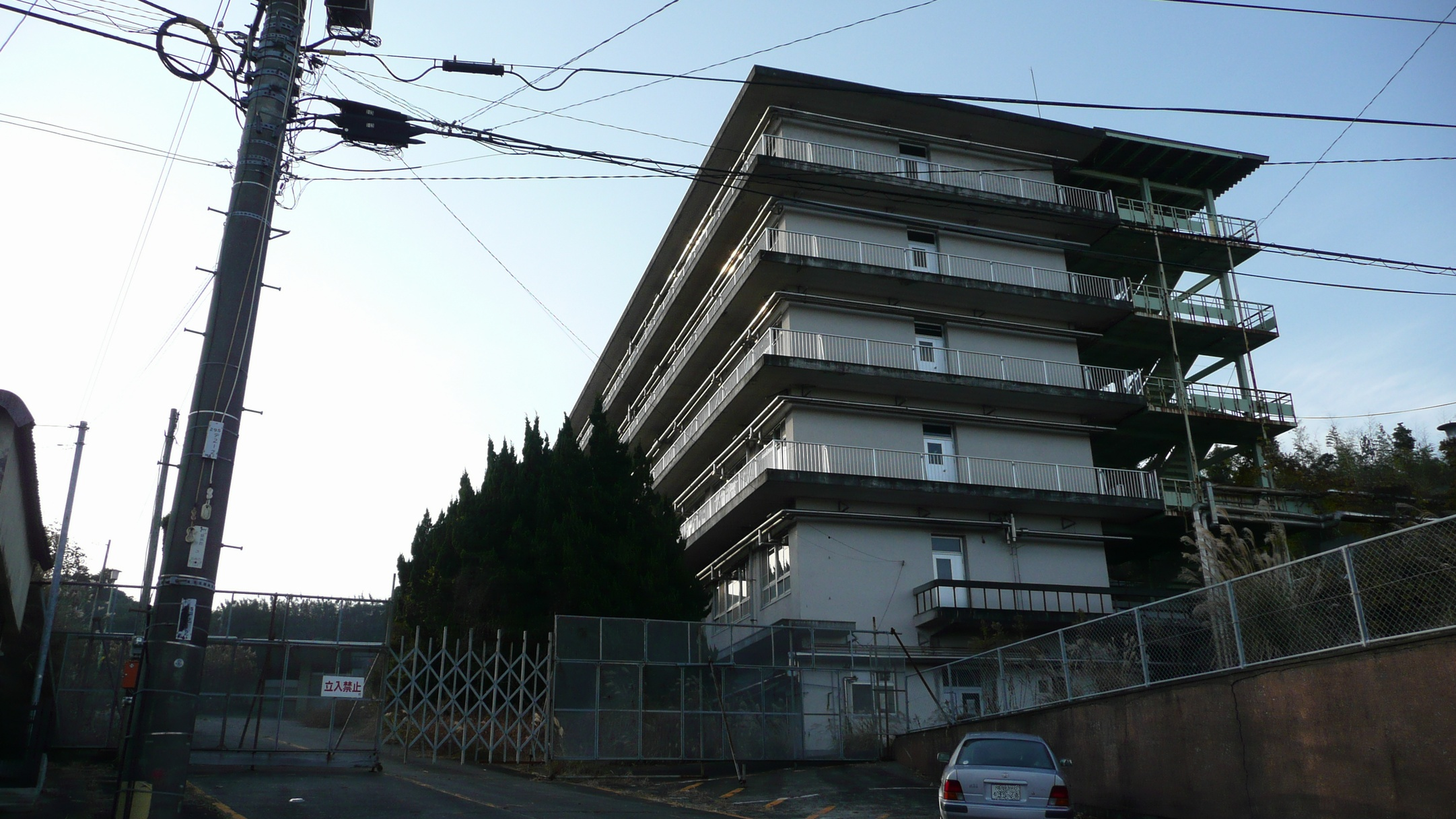
1965年から2000年までの県立鹿屋病院（鹿屋市打馬、2007年撮影）。建物は解体済で現存しない。

- 1917年 - 鹿屋町立鹿屋病院として開院。
- 1941年 - 鹿屋市立鹿屋病院と改称。
- 1945年6月 - 日本医療団鹿屋地方病院と改称。
- 1949年12月 - 鹿児島県立鹿屋病院と改称。
- 1952年11月 - 鹿屋市新生町（海軍病院跡）に移転。
- 1965年3月11日 - 鹿屋市打馬1丁目（鹿児島県立鹿屋工業高等学校跡地）に移転。
- 2000年5月 - 鹿屋市札元1丁目（現在地）に移転。
- 2001年 - 県民健康プラザ健康増進センター開設[2]。

## 診療科
- 内科・循環器科
- 外科
- 小児科
- 放射線科
- 産婦人科
- 脳神経外科
- 麻酔科

## 医療機関の指定等
- 保険医療機関
- 救急告示医療機関
- 労災保険指定医療機関
- 身体障害者福祉法指定医の配置されている医療機関
- 生活保護法指定医療機関
- 原子爆弾被害者一般疾病医療取扱医療機関
- 第二種感染症指定医療機関
- 母体保護法指定医の配置されている医療機関
- 地域医療支援病院
- 災害拠点病院
- 臨床研修指定病院
- がん診療連携拠点病院
- 特定疾患治療研究事業委託医療機関
- 指定療育機関
- 小児慢性特定疾患治療研究事業委託医療機関
- 地域周産期母子医療センター

## 近隣の施設
- 鹿児島県立鹿屋農業高等学校

## 交通アクセス
- 大隅交通ネットワークバス・鹿屋市コミュニティバスで県民健康プラザ下車、徒歩1分。